# Liste der Bodendenkmäler in Ursensollen
Auf dieser Seite sind die Bodendenkmäler in der Oberpfälzer Gemeinde Ursensollen zusammengestellt. Diese Tabelle ist eine Teilliste der Liste der Bodendenkmäler in Bayern. Grundlage ist die Bayerische Denkmalliste, die auf Basis des Bayerischen Denkmalschutzgesetzes vom 1. Oktober 1973 erstmals erstellt wurde und seither durch das Bayerische Landesamt für Denkmalpflege geführt wird. Die folgenden Angaben ersetzen nicht die rechtsverbindliche Auskunft der Denkmalschutzbehörde.

## Bodendenkmäler in Ursensollen
| Lage                   | Objekt | Akten-Nr.     | Bild |
| ---------------------- | --- | ------------- | ---- |
| Illschwang (Standort)  | Vorgeschichtlicher Bestattungsplatz mit Grabhügel. | D-3-6536-0054 |      |
| Ursensollen (Standort) | Abschnitt der Kurbayerischen Landesdefensionslinien (1702/1703) mit Wall, Graben und einer Redoute. | D-3-6536-0088 |      |
| Ursensollen (Standort) | Ringwall vor- und frühgeschichtlicher Zeitstellung. | D-3-6536-0111 |      |
| Ursensollen (Standort) | Vorgeschichtlicher Bestattungsplatz mit mindestens einem Grabhügel. | D-3-6536-0112 |      |
| Ursensollen (Standort) | Vorgeschichtlicher Bestattungsplatz mit mindestens einem verebneten Grabhügel. | D-3-6536-0114 |      |
| Ursensollen (Standort) | Vorgeschichtlicher Bestattungsplatz mit mindestens einem Grabhügel. | D-3-6536-0115 |      |
| Ursensollen (Standort) | Abschnitt der Kurbayerischen Landesdefensionslinien (1702/1703) mit zwei Fleschen und einer Redoute. | D-3-6536-0116 |      |
| Ursensollen (Standort) | Ein vorgeschichtlicher Grabhügel. | D-3-6536-0117 |      |
| Ursensollen (Standort) | Spaltenhöhle Wörgelloch oder Wargelloch (E 34) mit Spuren menschlicher Eingriffe. | D-3-6536-0118 |      |
| Ursensollen (Standort) | Ein vorgeschichtlicher Grabhügel. | D-3-6536-0119 |      |
| Ursensollen (Standort) | Bronzezeitlicher Bestattungsplatz mit mindestens zehn teils verebneten Grabhügeln. | D-3-6536-0120 |      |
| Ursensollen (Standort) | Archäologische Befunde und Funde im Bereich des ehem. Hofmarkschlosses von Ursensollen, zuvor mittelalterlicher Adelssitz. | D-3-6536-0147 |      |
| Ursensollen (Standort) | Archäologische Befunde des Mittelalters und der frühen Neuzeit im Bereich der katholischen Pfarrkirche St. Vitus in Ursensollen, darunter die Spuren von Vorgängerbauten bzw. älterer Bauphasen.                                      | D-3-6536-0148 |      |
| Ursensollen (Standort) | Untertägige Befunde im Bereich der katholischen Kapelle St. Wendelin in Ullersberg. | D-3-6536-0149 |      |
| Ursensollen (Standort) | Vorgeschichtlicher Bestattungsplatz mit mindestens einem Grabhügel. | D-3-6537-0045 |      |
| Ursensollen (Standort) | Mittelalterlicher Turmhügel. | D-3-6636-0010 |      |
| Ursensollen (Standort) | Vorgeschichtlicher Bestattungsplatz mit mindestens drei Grabhügeln. | D-3-6636-0011 |      |
| Ursensollen (Standort) | Vorgeschichtlicher Bestattungsplatz mit mindestens einem Grabhügel. | D-3-6636-0012 |      |
| Ursensollen (Standort) | Archäologische Befunde im Bereich des Schlosses Heimhof, ehemals mittelalterliche Burg. | D-3-6636-0013 |      |
| Ursensollen (Standort) | Vorgeschichtlicher Bestattungsplatz mit mindestens sechs Grabhügeln. | D-3-6636-0041 |      |
| Ursensollen (Standort) | Mittelalterlicher Burgstall Scharfenberg. | D-3-6636-0042 |      |
| Ursensollen (Standort) | Bestattungsplatz der Bronze- und Hallstattzeit mit Grabhügeln. | D-3-6636-0043 |      |
| Ursensollen (Standort) | Vorgeschichtlicher Bestattungsplatz mit Grabhügeln. | D-3-6636-0044 |      |
| Ursensollen (Standort) | Vorgeschichtlicher Bestattungsplatz mit mindestens einem Grabhügel. | D-3-6636-0045 |      |
| Ursensollen (Standort) | Archäologische Befunde im Bereich des Schlosses Hohenkemnath, zuvor mittelalterliche Burg. | D-3-6636-0046 |      |
| Ursensollen (Standort) | Vorgeschichtlicher Bestattungsplatz mit mindestens sieben Grabhügeln. | D-3-6636-0048 |      |
| Ursensollen (Standort) | Vorgeschichtlicher Bestattungsplatz mit mindestens einem Grabhügel. | D-3-6636-0049 |      |
| Ursensollen (Standort) | Vorgeschichtlicher Bestattungsplatz mit mindestens einem Grabhügel. | D-3-6636-0050 |      |
| Ursensollen (Standort) | Vorgeschichtlicher Bestattungsplatz mit mindestens sieben Grabhügeln. | D-3-6636-0051 |      |
| Ursensollen (Standort) | Mittelalterlicher Burgstall. | D-3-6636-0052 |      |
| Ursensollen (Standort) | Frühmittelalterliche Höhensiedlung mit Ringwall. | D-3-6636-0053 |      |
| Ursensollen (Standort) | Höhensiedlung mit Ringwall vor- und frühgeschichtlicher Zeitstellung oder des Mittelalters. | D-3-6636-0054 |      |
| Ursensollen (Standort) | Vorgeschichtlicher Bestattungsplatz mit verebneten Grabhügeln. | D-3-6636-0056 |      |
| Ursensollen (Standort) | Wüstung Finsterhüll. | D-3-6636-0077 |      |
| Ursensollen (Standort) | Archäologische Befunde des Mittelalters und der frühen Neuzeit im Bereich der katholischen Kirche St. Laurentius in Erlheim, darunter die Spuren von Vorgängerbauten bzw. älterer Bauphasen.                                          | D-3-6636-0079 |      |
| Ursensollen (Standort) | Archäologische Befunde des Mittelalters und der frühen Neuzeit im Bereich der katholischen Filialkirche St. Joseph in Zant, darunter die Spuren von Vorgängerbauten bzw. älteren Bauphasen.                                           | D-3-6636-0109 |      |
| Ursensollen (Standort) | Archäologische Befunde des Mittelalters und der frühen Neuzeit im Bereich der katholischen Pfarrkirche Mariä Himmelfahrt in Hohenkemnath, darunter die Spuren von abgebrochenen Gebäudeteilen, Vorgängerbauten und älteren Bauphasen. | D-3-6636-0111 |      |
| Ursensollen (Standort) | Archäologische Befunde der frühen Neuzeit im Bereich der katholischen Nebenkirche St. Franziskus Xaverius in Garsdorf. | D-3-6636-0113 |      |
| Ursensollen (Standort) | Untertägige Befunde der abgebrochenen historischen Pfarrkirche St. Georg in Hausen. | D-3-6636-0124 |      |
| Ursensollen (Standort) | Vorgeschichtlicher Bestattungsplatz mit Grabhügeln. | D-3-6637-0079 |      |